# Alexander Kellner
Alexander Wilhelm Armin Kellner (n. 26 de septiembre de 1961 en Vaduz) es un paleontólogo liechtensteiniano-brasileño, experto en el campo de estudio de los pterosaurios.

## Estudios
Alexander Kellner nació en Liechtenstein, y en su primera infancia se trasladó con sus padres a Brasil, donde se nacionalizó. En Río de Janeiro recibió una educación primaria y secundaria bilingüe en la Escuela Corcovado. En 1981 comenzó a estudiar geología en la Universidad Federal de Río de Janeiro (UFRJ). Como estudiante se involucró muy pronto en la investigación de vertebrados fósiles, especialmente especímenes de pterosaurio de la Formación Santana, sobre la que publicó numerosos trabajos a finales de los ochenta. Obtuvo su licenciatura en Geología por la UFRJ en 1991, y se doctoró en 1996 por la Universidad de Columbia (Nueva York) en un programa conjunto con el Museo Americano de Historia Natural. En 1997 se convirtió en profesor en el Museo Nacional de Brasil que forma parte de la UFRJ, la universidad más grande de Brasil, y conservador del departamento geológico y paleontológico de esa institución. De 1998 a 2001, ejerció de presidente del departamento, y desde 2008 dirige el programa de postgrado en Zoología. Kellner también es redactor jefe de la revista Anais da Academia Brasileira de Ciências, la publicación oficial de la Academia Brasileña de Ciencias.

## Trabajos
Parte de su trabajo sobre reptiles fósiles, en particular pterosaurios, implicó la organización del Taller de pterosaurios en Pittsburgh (1995) y el Primer Simposio sobre pterosaurios que se celebró en el Museo Americano de Historia Natural (1996). Por otra parte, se vio involucrado en la organización de varias reuniones científicas en Brasil, como el 31.er Congreso Geológico Internacional (Río de Janeiro, 2000) y el 2º Congreso Latinoamericano de Paleontología de Vertebrados (Río de Janeiro, 2005).
Kellner ha organizado o participado en varias expediciones paleontológicas a muchos lugares del mundo, incluyendo Brasil (Mato Grosso, Río Grande do Sul y Ceará), los desiertos de Atacama (Chile) y Kermán (Irán), los famosos depósitos de Liaoning (China) e incluso a la Antártida (la isla James Ross).
Kellner cuenta con más de quinientas publicaciones a su nombre (incluidos resúmenes y artículos de divulgación científica), ha publicado más de 130 estudios primarios y dos libros de divulgación científica: Pterossauros - senhores os do Céu do Brasil ("Pterosaurios - Señores del cielo brasileño") y la novela Na terra dos Titãs ("En la tierra de los titanes"). También ha participado en documentales sobre fósiles (por ejemplo, "Antártida - un verano de 70 millones de años"; "Los dinosaurios cazadores").
Debido a su actividad científica ha recibido varios honores, siendo designado miembro de la Academia Brasileña de Ciencias en 1996. También es miembro de honor de la Sociedad Paleontológica de Nueva York y la Sociedad Paleontológica de Chile. Es investigador asociado del Museo Americano de Historia Natural y del Instituto Chino de Paleontología de Vertebrados y Paleoantropología (IVPP).
Además de su actividad docente, habiendo asesorado a más de quince estudiantes de máster y doctorado, Kellner ha estado activo en la propagación de los conocimientos científicos a la población general. Organizó en 1999 la exposición No tempo dos Dinossauros ("En el tiempo de los dinosaurios"), que ha sido considerada como un hito por los componentes de la paleontología en Brasil, atrayendo la atención de la sociedad brasileña hacia el estudio de los fósiles. También en 2006 organizó, por primera vez en Brasil, el montaje del primer esqueleto de dinosaurios de gran tamaño, el del saurópodo Maxakalisaurus topai, por lo que recibió el reconocimiento del Congreso brasileño. Desde 2004 escribe mensualmente en la columna de Caçadores fósseis, "Cazadores de fósiles", del sitio Ciência Hoje On Line, un proyecto de la Sociedad Brasileña para el Progreso Científico.
Aparte del estudio de sus fósiles, Kellner ha realizado un trabajo teórico importante sobre pterosaurios, incluyendo estudios cladísticos con respecto a su filogenia. Sobre este particular, él es fundador de una distintiva escuela brasileña para el estudio de los pterosaurios, con su propio modelo filogenético favorito, terminología cladística y nomenclatura. Otros modelos y opciones de nomenclatura que rivalizan con éste han sido proporcionados por el influyente investigador británico sobre pterosaurios, David Unwin.

## Lista de especies nombradas por Kellner
Los logros científicos de Kellner incluyen la descripción de más de treinta especies, entre las cuales están Santanaraptor (1996, 1999) que muestra los tejidos blandos (vasos sanguíneos, fibras musculares) mejor conservados en un dinosaurio; y Thalassodromeus (2002, estudio hecho junto a Diógenes de Almeida Campos), que permitió el establecimiento de una nueva hipótesis sobre el uso de la cresta de la cabeza en la regulación de la temperatura corporal de los pterosaurios.
Una lista completa de las nuevas especies descritas y nombradas por Kellner, a veces en colaboración con otros investigadores, es la siguiente:
- Brasileodactylus araripensis Kellner, 1984 (Reptilia, Pterosauria)
- Anhanguera blittersdorffi Campos & Kellner, 1985 (Reptilia, Pterosauria)
- Oshunia brevis Wenz & Kellner, 1986 (Pisces, Halecomorphi).
- Caririsuchus camposi Kellner, 1987 (Reptilia, Crocodylia)
- Tupuxuara longicristatus Kellner & Campos, 1988 (Reptilia, Pterosauria)
- Tapejara wellnhoferi Kellner, 1989 (Reptilia, Pterosauria)
- Tupuxuara leonardii Kellner & Campos, 1994 (Reptilia, Pterosauria)
- Angaturama limai Kellner & Campos, 1996 (Reptilia, Dinosauria)
- Ongghonia dashzevegi Kellner & McKenna, 1996 (Mammalia, Leptictidae)
- Tupandactylus imperator (Campos & Kellner, 1997) (Reptilia, Pterosauria)
- Siroccopteryx moroccensis Mader & Kellner, 1999 (Reptilia, Pterosauria)
- Gondwanatitan faustoi Kellner & Azevedo, 1999 (Reptilia, Dinosauria)
- Santanaraptor placidus Kellner, 1999 (Reptilia, Dinosauria)
- Anhanguera piscator Kellner & Tomida, 2000 (Reptilia, Pterosauria)
- Stratiotosuchus maxhechti Campos, Suarez, Riff & Kellner, 2001 (Reptilia, Crocodylia)
- Thalassodromeus sethi Kellner & Campos, 2002 (Reptilia, Pterosauria)
- Pycnonemosaurus nevesi Kellner & Campos, 2002 (Reptilia, Dinosauria)
- Kaikaifilusaurus calvoi Simón & Kellner, 2003. (Reptilia, Sphenodontia)
- Unaysaurus tolentinoi Leal, L.A., Azevedo, S.A., Kellner, A.W.A. & Rosa, Á.A.S., 2004 (Reptilia, Dinosauria)
- Unenlagia paynemili Calvo, J.O., Porfiri, J. & Kellner, A.W.A., 2004 (Reptilia, Dinosauria)
- Feilongus youngi Wang, Kellner, Zhou & Campos, 2005 (Reptilia, Pterosauria)
- Nurhachius ignaciobritoi Wang, Kellner, Zhou & Campos, 2005 (Reptilia, Pterosauria)
- Baurutitan britoi Kellner, A.W.A., Campos, D. A., Trotta, M. N. F. 2005 (Reptilia, Dinosauria)
- Trigonosaurus pricei Campos, D.A., Kellner, A.W.A., Bertini, R.J., Santucci, R.M. 2005 (Reptilia, Dinosauria)
- Caririemys violetae Oliveira, G.R. & Kellner, A.W.A. 2007 (Reptilia, Testudines)
- Gegepterus changi Wang, Kellner, Zhou & Campos, 2007 (Reptilia, Pterosauria)
- Futalognkosaurus dukei Calvo, J.O., Porfiri, J., González-Riga, B.J. & Kellner, A.W.A., 2007 (Reptilia, Dinosauria)
- Nemicolopterus crypticus Wang, Kellner, Zhou & Campos, 2008 (Reptilia, Pterosauria)
- Guarinisuchus munizi Barbosa, Kellner & Viana, 2008 (Reptilia, Crocodylia)
- Hongshanopterus lacustris Wang, Zhou, Campos & Kellner, 2008 (Reptilia, Pterosauria)
- Coringasuchus anisodontis Kellner, A.W.A., Pinheiro, A.E.P., Azevedo, S.A.K., Henriques, D.D.R., Carvalho, L.B. & Oliveira, G. 2009 (Reptilia, Crocodylia)
- Wukongopterus lii Wang, Kellner, Jiang, Meng 2008 (Reptilia, Pterosauria)

## Abreviatura (zoología)
La abreviatura Kellner  se emplea para indicar a Alexander Kellner como autoridad en la descripción y taxonomía en zoología.